# طريق محجر بحيرة قارون
يُعرف طريق محجر بحيرة قارون بأنه أقدم طريق معبد في العالم. يعود تاريخه إلى عصر المملكة المصرية القديمة، حيث قام بنقل كتل البازلت من المحجر إلى رصيف على ضفاف بحيرة قارون القديمة. وقد تم إضافته إلى قائمة المعالم الهندسية المدنية التاريخية في عام 1996 من قبل الجمعية الأمريكية للمهندسين المدنيين بالرقم المرجعي 183.

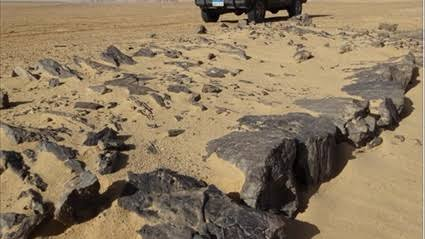
جزء من الطريق

يعد طريق محجر بحيرة قارون، في منطقة الفيوم في مصر، أقدم طريق في العالم لا يزال جزء كبير من رصيفه الأصلي محفوظًا. تم استخدام هذا الطريق للمساعدة في نقل كتل البازلت الثقيلة من المحجر على بعد 43 ميلاً جنوب غرب القاهرة إلى التوابيت الملكية وأرصفة المعابد الجنائزية في الجيزة خارج القاهرة. غطى الطريق مسافة 7.5 ميل من المحجر إلى بحيرة قارون التي كانت في ذلك الوقت على ارتفاع 66 قدمًا فوق مستوى سطح البحر. عندما غمر النيل ووصلت مياهه إلى فجوة في التلال التي تفصل البحيرة عن النيل، تمكن المصريون من تعويم الكتل إلى القاهرة.
بلغ متوسط عرض الطريق ستة أقدام ونصف، وتم إنشاؤه بألواح من الحجر الرملي والحجر الجيري. حتى أن البناة قاموا بتضمين بعض جذوع الأشجار من الخشب المتحجر. نظرًا لأن حجارة الرصيف لم تحمل أي أخاديد عميقة أو علامات أخرى، فقد تكهن الجيولوجيون بأن جذوع الأشجار كانت موضوعة فوق الحجارة أثناء سحب الزلاجة نحو البحيرة. منعت الحجارة الزلاجة من الغرق في رمال الصحراء.
تم بناء طريق محجر بحيرة قارون أثناء قيام المملكة المصرية القديمة بين القرنين 26 و 22 قبل الميلاد. هو أقدم طريق معبد في العالم وهو شهادة على الحس الممتاز في التخطيط والتنفيذ عند قدماء المصريين في تلك الفترة. تم بناء الطريق الرئيسي البالغ طوله 8 أميال من خلال وضع كتل حجرية كبيرة تم الاحتفاظ بها على رمال الصحراء وتسهيل مرور الزلاجات المليئة بكتل البازلت إلى رصيف بحيرة قارون ثم إلى نهر النيل. تم شحن تلك الكتل البازلتية في اتجاه مجرى النيل إلى مواقع البناء في القاهرة وحولها حيث تم بناء المعالم الأثرية والأهرامات المصرية الضخمة. وهكذا، ساعد الطريق مصر القديمة في تحقيق مثل هذا التميز المعماري العظيم.

## الاكتشاف والوصف
عثر جيمس وباون، الجيولوجيان من الولايات المتحدة الأمريكية، على هذا الامتداد من الطريق أثناء رسم خرائط للمنطقة التي يجب أن تكون قد بنيت قبل 4600 عام لتلبية مطالب أحجار البازلت للمعابد والأهرامات. وتوقعوا أن يكون قد تم بناء أول طريق ممهد لتسهيل نقل الأحجار من هذه المنطقة المقفرة إلى موقع البناء. ساعد هذا الطريق الزلاجات التي يتم رسمها بشريًا والمحملة بكتل البازلت على نقلها في النهاية إلى مواقع البناء بالقرب من القاهرة. أثناء الإبلاغ عن الاكتشاف، صرخوا، «هنا انتصار تكنولوجي آخر يمكن للمرء أن ينسبه إلى مصر القديمة».
كما اكتشف بعض الباحثين الأمريكيين أقدم طريق مرصوف يبلغ عمره 4600 عام. كان هذا الطريق يربط محاجر البازلت في منطقة الصحارى البعيدة والمقفرة بالممرات المائية في بحيرة قارون إلى نهر النيل إلى مواقع الآثار بالقرب من القاهرة في مصر. الطريق أقدم بما لا يقل عن 500 عام من أي طريق قديم آخر تم اكتشافه في أي مكان في العالم. وبحسب رأيهم، فإن هذا الطريق المعبّد هو الوحيد الذي تم اكتشافه في مصر القديمة حتى الآن. لا يمكن أن ينافس بناء هذا الطريق طريق الأهرامات والآثار الأخرى، ولكن إذا أخذنا بعين الاعتبار العصر الذي تم تشييده فيه، فإنه يعد إنجازًا هندسيًا رائعًا. ورأوا كذلك أن الطريق بني في عصر. كانوا بالكاد يعتقدون أن الناس لديهم الخبرة اللازمة لبناء طريق من هذا النوع. اكتشف الباحثون أيضًا في المحجر الواقع في نهاية الطرف الشمالي من الطريق، مناشير صخرية تستخدم في تقطيع الأحجار والبازلت إلى كتل. ورأوا كذلك أنه تم الاعتراف بهذا كأقدم أداة تستخدم لقطع الأحجار. لم يتوقعوا أن يكون لدى المصريين القدماء هاتان التقنيتان، وتساءلوا عن سبب التخلي عن هذه التقنيات لاحقًا.
تم اكتشاف هذا الطريق في منخفض الفيوم، على بعد حوالي 45 ميلاً جنوب غرب القاهرة. وأضاف الجيولوجيون أيضًا أن الجيولوجيين الأوائل قد اكتشفوا جزءًا من هذا الطريق في وقت سابق، ولكن لم يتم إعطاء أهمية كبيرة لهذا الاكتشاف في الوقت الحالي، ولم تتم متابعته. اكتشف باون وزملاؤه الموقع في نهاية المطاف أثناء عملهم لرسم الخرائط الجيولوجية للمنطقة. من الواضح أن هذا الطريق تم بناؤه لنقل كتل البازلت الأسود من المحجر الذي أنتج البازلت بسبب الانفجارات البركانية التي حدثت منذ حوالي 30 مليون سنة. كما عثر الجيولوجيون على المعسكرات التي استخدمها عمال العصور القديمة كمساكن. يعود تاريخ العديد من القطع الأثرية وقطع الفخار في الموقع إلى المملكة المصرية القديمة.
ينتهي هذا الطريق فجأة في وسط الصحراء. ومع ذلك، في وقت بنائه، كانت نقطة نهايته رصيف بحيرة قارون التي كانت موجودة على ارتفاع 66 قدمًا فوق مستوى سطح البحر. البحيرة الحديثة هناك تسمى بركة قارون توجد الآن على ارتفاع 148 قدمًا تحت مستوى سطح البحر في قاع المنخفض. يعرض ذلك تغيرات مناخية وطوبوغرافية جذرية تحدث في هذه المنطقة. كان من الفيضانات السنوية لنهر النيل حيث حصلت بحيرة قارون على مياهها. خلال تلك الفترة، كان مستوى المياه في البحيرة وكذلك في النهر هو نفسه. دخلت المياه إلى البحيرة من خلال الفجوات الموجودة في قريتي هوارة واللاهون الحديثتين بين تلان يفصلان البحيرة عن النهر. يعتقد الخبراء أن كتل البازلت كانت محفوظة في الصنادل خلال موسم الجفاف، وتم تعويمها في نهر النيل أثناء فيضان النهر لشحنها إلى مواقع المعالم الأثرية في سقارة والجيزة.
علاوة على ذلك، امتد إلى ما يقرب من ثمانية أميال واستخدم لنقل كتل البازلت الثقيلة من المحاجر الموجودة إلى رصيف على شواطئ بحيرة قارون. كانت وجهة تلك الكتل البازلتية هي الأرصفة الملكية والتوابيت لمعابد المشرحة في الأماكن المجاورة للقاهرة. أثناء فيضان نهر النيل، وصلت المياه إلى بحيرة قارون من خلال فجوات بين التلال التي تفصل النهر عن البحيرة. خلال تلك الفترة، كان بإمكان المصريين أن يطفوا كتل البازلت على نهر النيل عبر البحيرة، وفي النهاية إلى القاهرة ومواقع البناء. كان متوسط عرض الطريق ستة أقدام ونصف، وبُني بألواح من الحجر الجيري والحجر الرملي. حتى جذوع الأخشاب المتحجرة كانت تستخدم مع أحجار أخرى.

## منهجية المواد والبناء
وتكهن الخبراء بأن جذوع الأشجار الخشبية قد استخدمت لتسهيل الزلاجات ذات كتل البازلت للانزلاق. تم سحب هذه الزلاجات يدويًا إلى شاطئ بحيرة قارون القديمة. تم استخدام الأحجار لبناء هذا الطريق بهدف منع الزلاجات من الغرق في رمال الصحراء. كما تم استخدام ألواح حجرية كبيرة وحجر بلاطات تم وضعها على رمال الصحراء دون تهيئة السطح. تختلف طبيعة الحجارة من مكان إلى آخر، وهذا يدعم الافتراض بأن المصريين القدماء استخدموا كل ما يمكن أن يضعوه بأيديهم لبناء هذا الطريق.كان عرض الطريق أربع أذرع؛ كل ذراع يقيس طول الساعد البشري الذي يبلغ طول الطريق الرئيسي حوالي 18 بوصة، ويمتد إلى حوالي ثمانية أميال، ولكن هناك عدد قليل من الفروع لهذا الطريق، ويقدر الطول الإجمالي بـ 11 ميلاً.
تم استخدام البازلت لتصنيع الأواني الصغيرة خلال عصر ما قبل الأسرات المتأخرة في مصر القديمة. تم استخدامه لأول مرة في أرصفة المعابد الجنائزية في منطقتي الجيزة وسقارة خلال عصر الدولة القديمة. كما كانت تستخدم في صناعة التوابيت أو الصناديق لصيانة الجثث الملكية. وقد تم استخدام هذه المادة لأغراض الجنازة ربما لأنها ترمز إلى الطين الداكن لنهر النيل الذي يعتبر «عطاء الحياة». كان البازلت نادرًا ما يستخدم في الأسر المصرية الأولى والثانية والثالثة، ولكن خلال الفترات المصرية المتأخرة والبطلمية والرومانية، كان هذا الحجر الرائع يستخدم عادة في صناعة التماثيل وأحيانًا للأغراض المعمارية. إنه فقط في منطقة الفيوم في مصر حيث تتوفر أدلة على المحاجر خلال فترة المملكة القديمة. يُعتقد أن منطقة الفيوم هي الوحيدة التي استُخرجت على نطاق واسع خلال عصر الدولة القديمة بغرض إنتاج المنحوتات والآثار والصور. سهل طريق بحيرة قارون أعمال المحاجر والنقل التي وفرت حافزًا للجهود المعمارية في تلك الفترة.
تم العثور على أوعية مصنوعة من البازلت على نطاق واسع في مواقع مختلفة في مصر جنوب القاهرة، مثل سقارة، والفنتين. تم إنتاج هذه الأواني واستخدامها على نطاق واسع في جميع أنحاء عصر ما قبل الأسرات وأوائل الأسرات. من الصعب تحديد من أين تم شراء المواد الخام لهذه الأواني حيث تم العثور على البازلت في أماكن عديدة في مصر
سهّل هذا الطريق ازدهار صناعة قطع الأحجار. لحماية الموقع القديم من الاستخراج الطائش للبازلت والحفاظ على المحاجر في شمال الفيوم، يستكشف المجلس الأعلى للآثار إمكانية إدراج هذه المنطقة ضمن محمية وادي الريان تحت إشراف منظمة اليونسكو. بنى المصريون القدماء العديد من المعالم التي لا تعد ولا تحصى تقريبًا بما يتناسب مع عقيدتهم الدينية. ساعدهم هذا العمل الفذ على التفوق في الفن والعمارة. لقد سعوا جاهدين لتوفير الشكل المادي لقناعاتهم ومفاهيمهم الدينية. لقد رغبوا في جعل هذه الأشكال المادية تدوم حتى آخر وظيفة، وبالتالي، لجأوا إلى الأحجار التي كانت متوفرة بكثرة في كل من التنوع والكمية في البلد. استخدموا المرمر والحجر الجيري الناعم والحجر الرملي الصلب والجرانيت والبازلت للتعبير عن فنهم في أشكال الجنائز والآثار والأهرام والتوابيت. منذ حوالي 2700 قبل الميلاد، خلال الأسرة الثالثة، تم استخدام الحجر على نطاق واسع لغرض البناء. يعد هرم زوسر المدرج بسقارة أول نموذج من هذا القبيل للعمارة الحجرية في تاريخ مصر. بنى الملك المصري المساكن الملكية والمجمعات الجنائزية لهذا الغرض. لقد كانت مجرد بداية لبناء عدد لا يحصى من المعالم الأثرية وبناء مشاريع لآلاف السنين الثلاثة التي تلت ذلك في جميع أنحاء مصر. تم تسهيل الأنشطة المعمارية الواسعة التي قام بها شعب مصر القديمة من خلال تطوير البنى التحتية اللازمة، والقوى العاملة الماهرة وغير الماهرة، والأوضاع الاقتصادية بما في ذلك مرافق النقل مثل طريق بحيرة قارون.
كانت محاجر البازلت المعاصرة في ودان الفرس، والتي سميت بهذا الاسم نسبة إلى الهضبتين اللتين كانتا معلمًا جيولوجيًا بارزًا في جبل قطراني، موجودة على بعد حوالي 80 كيلومترًا جنوب غرب القاهرة في شمال الفيوم. هذه المنطقة هي أفضل موقع جيولوجي محفوظ لمصر القديمة ومن حيث تم استخدام كتل البازلت على نطاق واسع للأغراض المعمارية. قدم ودان الفرس نظرة ثاقبة في تكنولوجيا الحجر والظروف المعيشية للأشخاص العاملين في صناعة الحجر خلال هذه الفترة المبكرة من الحضارة الإنسانية، منذ حوالي 4500 عام. تم اختيار البازلت كمواد بناء بسبب لونه الأسود الذي يرمز إلى التربة الغرينية الداكنة لوادي النيل التي كانت خصبة للغاية، وفي نفس الوقت، كانت تعتمد عليها الحضارة المصرية بأكملها. يقع الموقع في منطقة نائية مقفرة بعيدة عن مواقع البناء، وقد تطلب بعض وسائل النقل، وكان طريق بحيرة قارون هو الرابط الضروري في هذا الصدد. عرضت تطوير البنية التحتية وتخطيط قدماء المصريين. كما توقعوا أن الطريق هو أقدم وأصل عينة من الطرق المعبدة للعالم بأسره. تم تشييد الطريق بالحجر المشيد للوصول إلى المحاجر في ودان الفرس، مما سهل استخراج الموارد الجيولوجية للمنطقة واستغلالها ونقلها. تم ربط ما يصل إلى ثمانية محاجر بالطرق الجانبية المنبثقة من الطريق الطويل الرئيسي المؤدي جنوبا إلى رصيف البحيرة. تحتوي البحيرة على كمية كبيرة من المياه في وسط واحة الفيوم.
لا يتوفر الكثير من الأدلة حول القوة العاملة الضخمة المستخدمة في بناء المعالم وطريق بحيرة قارون. ومع ذلك، يمكن للمرء أن يتخيل بأمان السيناريو الموجود في مصر القديمة، والتوصل إلى استنتاج مفاده أنه يجب استخدام قوة بشرية كبيرة لإنشاء الطريق. يجب أن يكون العمال قد جروا كتل كبيرة من الحجر الجيري والحجر الرملي مقطوعة بمناشير الحجر إلى أماكن البناء. تعتبر مناشير الحجر المستخدمة في تقطيع الأحجار في منطقة الفيوم في تلك الفترة من أقدم الأدوات المعروفة لقص الأحجار. يشعر الخبراء أنه تم وضع كتل حجرية لبناء الطريق دون تحضير السطح. تم استخدام الزلاجات لنقل كتل البازلت، وتم جر هذه الزلاجات أو سحبها يدويًا من محاجر البازلت إلى رصيف بحيرة قارون وإلى نهر النيل. عند الرصيف، تم تحميل كتل البازلت في قوارب تنقلها عبر البحيرة إلى قناة بحر يوسف التي مرت عبر الفجوة بين تلتي هوارة واللاهون. بعد وصولها إلى النيل، اتجهت هذه المراكب في اتجاه مجرى النهر إلى حقول الجيزة وسقارة وأبو صير حيث تم بناء الأهرامات العالمية الشهيرة. إلى جانب الأهرامات، تم استخدام كتل البازلت لبناء الأرضيات في المعابد الجنائزية والجسور والجدران.
كشفت النقوش على الحجارة التي تم العثور عليها في الحفريات أن حوالي 4000 شخص كانوا يعملون في أعمال التعدين في محاجر مختلفة. كان هؤلاء الرجال يعاملون معاملة حسنة ويتم الاعتناء بهم بالأطعمة و «خمسة لترات من البيرة كل يوم» و «لم يضيع أحد». قد يُستنتج أن هؤلاء الرجال لم يكونوا عبيدًا وسجناء، ويبدو ذلك مفاجئًا. تدل آثار المخيمات في المواقع على نفس الشيء. ومع ذلك، وفقًا لدراسة أخرى، يجب أن تكون ظروف عمل العمال في المحاجر محزنة حيث كان عليهم العمل في مناطق مقفرة بعيدة عن المدن والبلدات. يجب أن تكون القوى العاملة التي تم تجنيدها من العبيد و«دمناتي»، الأشخاص المدانين سياسيًا دون أي أمل في تأجيل التنفيذ. تشير التقديرات إلى أنه تم حفر ونقل حوالي 10000 طن من الأحجار. لذلك يجب أن تكون النفقات ذات الصلة ضخمة مع إنشاءات الطرق المعبدة عبر الصحراء، ومعسكر محصن وبئر في كل امتداد من المنطقة على مسافة 15 إلى 25 كم، وعدد من المستوطنات بما في ذلك معابد سيرابيس وإيزيس. أيضًا، بسبب الفيضانات السنوية، اعتاد الرجال على الجلوس في وضع الخمول لمدة خمسة أشهر تقريبًا في السنة حيث لم تكن هناك أنشطة زراعية ممكنة خلال هذه الفترة. ثانيًا، لقمع التمرد وللإبقاء على حكم الأسرة الحاكمة مهيمنًا، استخدم من هم على رأس الشؤون قوة العمل العاطلة أثناء الفيضانات لقطع الأحجار وأنشطة النقل. على الرغم من الظروف المعاكسة، فإن حجم الأعمال الحجرية التي تم الاضطلاع بها خلال هذه الفترة القديمة يستحق الثناء بأي معيار حيث كان توفير البنى التحتية اللازمة في الوقت الحالي مهمة ضخمة. إن بناء طريق بحيرة قارون هو مثال على ذلك. يظهر وجود تنظيم لوجستي جيد التخطيط والتنفيذ للنظام المصري.